# (38235) 1999 NJ63
1999 NJ63 (asteroide 38235) é um asteroide da cintura principal. Possui uma excentricidade de 0.05484380 e uma inclinação de 2.34834º.
Este asteroide foi descoberto no dia 14 de julho de 1999 por LINEAR em Socorro.